# Biel
Biel (fra. Bienne) je švicarski grad i sjedište istoimene općine na sjeveru kantona Bern. Zbog svoga položaja na granici njemačkog i francuskog govornog područja grad ima dva službena jezika i stoga sužbeno ime Biel / Bienne.
Nalazi se na sjeverozapadu Švicarske na istočnoj obali Bielskog jezera. Dio je zemljopisnog područja Zemlje triju jezera u podnožju Jurskog gorja.

## Povijest
Grad je vjerovatno osnovao Heinrich von Thun, baselski biskup između 1225. i 1230. godine. Kao sjedište biskupskog namjesnika i upravitelja (villicus) Kneževske biskupije Basel tijekom 13. stoljeća grad će rasti na važnosti. Postupno će se osamostaljivati od baselskog biskupa i sklapati saveze sa susjednim gradovima poput Berna, Fribourga ili Solothurna. To će dovesti do rata 1367. u kojem je grad spaljen, a biskupski zamak uništen. Iako je ostao u vlasništvu baselskog biskupa, grad će biti mjesto podjeljenih utjecaja Berna i Basela. Kroz 15. stoljeće nastoji postati jedan od švicarskih kantona, ali će ostati tek saveznički grad Konfederacije. 1528. godine grad prihvaća protestantsku reformaciju.
Francuski revolucionari će 1793. zauzeti posjede Kneževske biskupije Basel. 6. veljače 1798. francuski vojnici bez otpora preuzimaju grad koji će postati dio Prve Francuske Republike.
Nakon pada Francuskog Carstva predstavnici kantona nastojat će isposlovati uspostavljanje zasebnog kantona unutar Švicarske, ali odlukom Bečkog kongresa grad će kao i veći dio nekadašnje kneževske biskupije pripasti kantonu Bern.

### Urbani razvoj
Prvo proširenje utvrđenog grad na brijegu dogodit će se 1295. prema sjeveroistoku, a 1350. naselje se širi i na ravnicu. No nakon požara iz 1367. grad će biti ponovno izgrađen unutar starih zidina i urbano područje neće se širiti sve do 19. stoljeća. 1534. na mjestu nekadašnjeg biskupskog zamka izgrađena je Vijećnica. Od 14. stoljeća Vijeće financira postupnu zamjenu drvene građe s kamenom. Veliki broj građevina širi se tijekom 17. stoljeća, a oko 1800. godine dobivaju svoj današnji izgled.
Crkva sv. Benedikta (danas protestantski hram ili Stadtkirche)  spominje se 1228. godine, a u drugoj polovici 15. stoljeća zadobila je svoj kasnogotički izgled.
U drugoj polovici 19. stoljeća broj stanovnika penje se s 5609 1850. godine na 11 666 1870. godine. Grad se širi izvan svojih zidina koje će postupnio biti rušene sve do 1875. godine. Prvotni željeznički kolodvor otvoren 1857. premješta se južnije. Do početka 20. stoljeća naselje (četvrt Neustadt) je prekrilo veći dio ravnice ispod starog grada. Gradi se novi središnji trg uz rijeku La Suze / Schüss na pola puta između starog grada i novog željezničkog kolodvora otvorenog 1923.
60–tih godina 20. stoljeća s 64 848 stanovnika grad dostiže svoj demografski vrhunac postajući 10. najveći švicarski grad. Kongresna palača dovršena 1966. simbol je tog razdoblja.